# Психопомп
Психопомпите (от старогръцки: ψυχοπομπός, psychopompós, което буквално означава „водач на душите“)  са създания, духове, ангели, демони или божества от много религии, чиято отговорност е да придружават починалите души от Земята до отвъдния живот. Тяхната роля не е да съдят починалите, а просто да ги насочват. Появяват се често в погребалното изкуство, където са били изобразявани в различни времена и в различни култури като антропоморфни същества, коне, елени, кучета, козодои, гарвани, врани, лешояди, сови, врабчета и кукувици. Когато се явяват като птици, те често се забелязват в огромни ята, чакащи пред дома на умиращия.

## Древна религия
Класически примери за психопомпи са древноегипетският бог Анубис, божеството Яма от индуизма, гръцкият лодкар Харон  и бог Хермес, римският бог Меркурий, както и скандинавските Валкирии, ацтекският Ксолотл, славянската Морана и етруският Вант.

## Съвременна религия
Хайбай Учанг, буквално „Черна и бяла мимолетност“, са две божества от китайския фолклор, отговорни за придружаването на духовете на мъртвите до подземния свят.
В японската митология шинигамите са описвани като психопомпи.
В индуизма формата на Шива като Таракешвара изпълнява подобна роля, въпреки че води душата към мокша, а не към задгробния живот. Освен това в Бхагавата Пурана вищнудутите и ямадутите също са пратеници на съответните им господари, Вишну и Яма. Тяхната роля е илюстрирана в историята на Аджамила. В много вярвания духът, отведен в подземния свят, бива насилствено изтръгнат от тялото си.
В персийската традиция Даена, зороастрийският самоводач, се появява като красива млада девойка за тези, които заслужават да преминат моста Чинват, а за онези, които не заслужават, тя се явява като отвратителна стара вещица.
В исляма Азраел играе ролята на ангела на смъртта, който носи душата нагоре към небесата. Той обаче действа само с Божието разрешение.
Политеистичната идея за конкретно божество на смъртта се отхвърля от юдейския монотеизъм, тъй като само Бог се счита за господар на смъртта и на живота.  Еврейският психопомп обаче е архангел Самаел, чиято роля в талмудичните и постталмудските предания е както на ангел на смъртта, така и на обвинител.
В много култури шаманът също изпълнява ролята на психопомп. Това може да включва не само придружаване на душата на мъртвия, но и помощ при раждане, като представя душата на новороденото дете на света.
Във филипинската култура духовете на предците (анито) функционират като психопомпи. Когато умиращите назовават определени мъртви лица (например родители, партньори), духовете на последните се предполага, че са видими за първите. Духовете, които чакат до смъртното легло, прибират (тагалог : sundô) душата скоро след смъртта и я водят до отвъдния живот.
В християнството Свети Петър, Архангел Михаил и Исус се смятат за психопомпи или като водещи мъртвите към рая, или, както в случая с Петър, като ги пропускат през портите.
След смъртта на кралица Елизабет II през септември 2022 г., някои от бившите поданици на монарха възлагат ролята на неин личен психопомп на измисленото перуанско мече, Падингтън, което е тясно свързано в популярната култура с кралицата в последните години от живота ѝ.   Вместо да се остави монета, за да се плати на Харон за преминаването, опечалените оставят сандвичи с мармалад пред портите на Бъкингамския дворец. Този спонтанен народен ритуал няма официален статут в англиканската църква, на която монархът е върховен управител.

## Психология
В юнгианската психология психопомпът е посредник между несъзнаваните и съзнателните сфери. Символично се олицетворява в сънищата като мъдър мъж или жена или понякога като полезно животно. 